# Ectyoplasia frondosa
Ectyoplasia frondosa är en svampdjursart som först beskrevs av Lendenfeld 1887.  Ectyoplasia frondosa ingår i släktet Ectyoplasia och familjen Raspailiidae. Inga underarter finns listade i Catalogue of Life.